# Under Control
Pour l’article ayant un titre homophone, voir Under Kontrol.
Singles par Alesso
City of Dreams
(2013) Tear The Roof Up
(2014)
Singles par Calvin Harris
Thinking About You
(2013) Summer
(2014)
Under Control est une chanson des disc jockeys Alesso et Calvin Harris, en featuring avec Hurts, sortie le 7 octobre 2013.

## Liste des pistes
| 1. | Under Control                | 3:03 |
| 2. | Under Control (Extended Mix) | 5:36 |

## Classements hebdomadaires
| Classement                             | Meilleure position |
| -------------------------------------- | ------------------ |
| Allemagne (Media Control AG)           | 24                 |
| Australie (ARIA)                       | 17                 |
| Autriche (Ö3 Austria Top 40)           | 21                 |
| Belgique (Flandre Ultratop 50 Singles) | 42                 |
| Danemark (Tracklisten)                 | 28                 |
| Écosse (OCC)                           | 1                  |
| Finlande (Suomen virallinen lista)     | 5                  |
| France (SNEP)                          | 55                 |
| Norvège (VG-lista)                     | 9                  |
| Nouvelle-Zélande (RMNZ)                | 31                 |
| Pays-Bas (Single Top 100)              | 59                 |
| Royaume-Uni (UK Singles Chart)         | 1                  |
| Suède (Sverigetopplistan)              | 8                  |
| Suisse (Schweizer Hitparade)           | 34                 |